# Битам
Битам (на френски: Bitam) е град в северен Габон на Магистрала N2. В него има голям пазар пазар, летище и малък музей. Население 27 923 жители (по данни от 2013 г.).